# Богданівська сільська рада (Новосанжарський район)
Богданівська сільська рада — колишній орган місцевого самоврядування у Новосанжарському районі Полтавської області з центром у c. Богданівка.

## Населені пункти
Сільраді були підпорядковані населені пункти:
- c. Богданівка
- с. Варварівка